# 妙福寺 (碧南市)
妙福寺（みょうふくじ）は、愛知県碧南市志貴町にある浄土宗西山深草派の寺院。
山号は多聞山。本尊は阿弥陀如来。志貴毘沙門天（しきびしゃもんてん）や「棚尾の毘沙門さん」とも呼ばれる。安専寺や光輪寺とともに「棚尾の三寺」と呼ばれる。三河新四国八十八ヶ所霊場73番・74番札所。三河七福神。

## 歴史
仁寿元年（851年）、志貴荘の荘司として志貴周亮（志貴左衛門藤原周亮）がこの地にやってきて、仁寿2年（852年）に毘沙門天を祀った。仁寿3年（853年）8月21日には志貴周亮によって八王子宮（現・八柱神社）も創建されている。
鎌倉時代には地頭で棚尾城主の熊谷若狭守直氏が一宇を建立した。当初は天台宗の寺院だった。
天正18年（1590年）、生田新左エ門忠兼が月翁清白上人を住職に迎え、天台宗から浄土宗に転派した。月翁清白が開基とされている。
徳川家康が武運を祈願したとされ、勝運の神として親しまれている。
2013年（平成25年）10月23日、住職の加藤良邦は浄土宗西山深草派の宗務総長に就任した。

## 境内

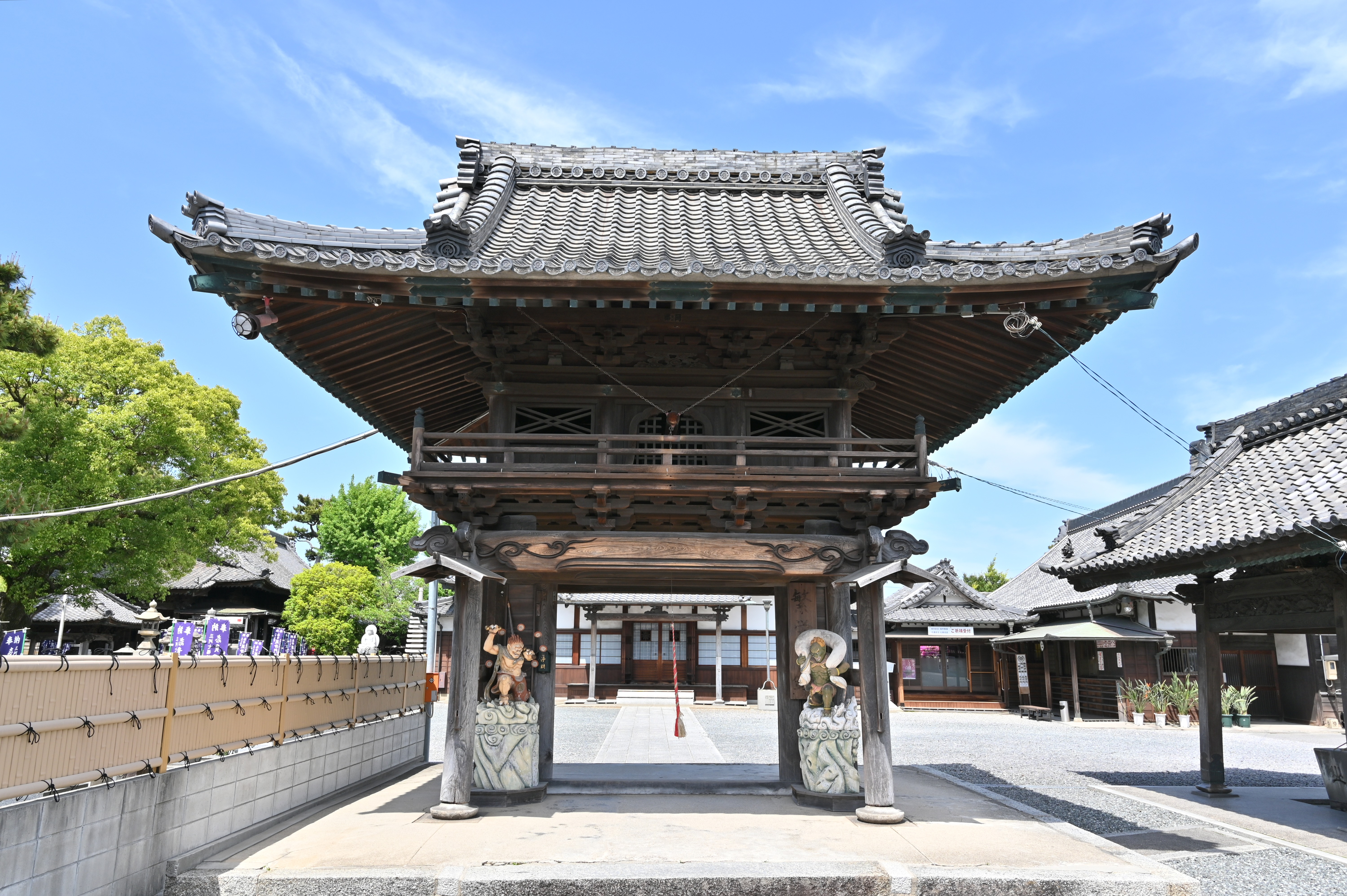
山門

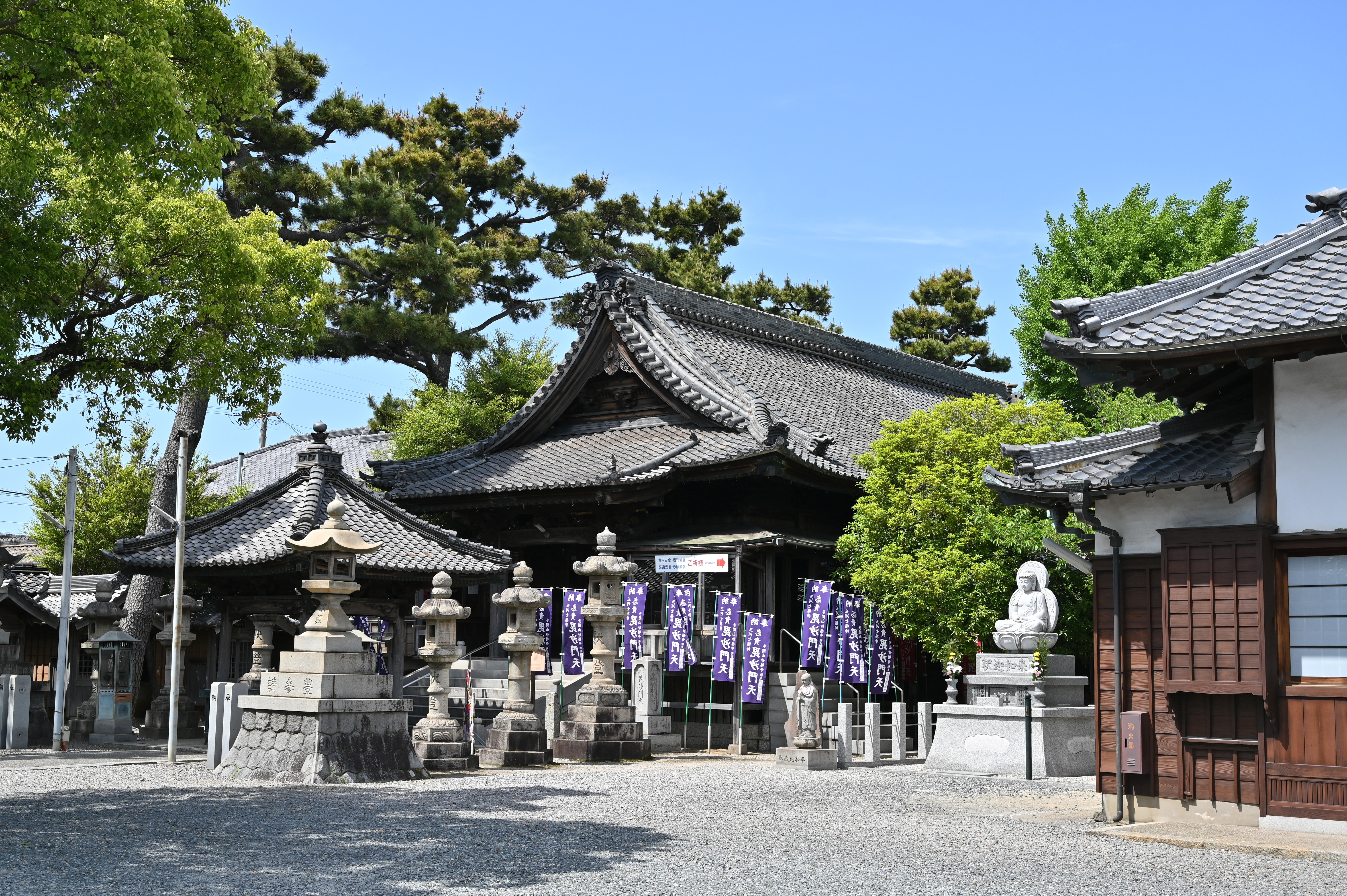
毘沙門堂

境内の毘沙門堂に祀られる毘沙門天は三河七福神の一つであり、日本三体毘沙門とされることもある。毎月3日は毘沙門堂の例祭であり、境内は参詣者で賑わう。
- 本堂
- 山門（高麗門） - もとは刈谷城の辰巳櫓である[5]。明治時代初期に移築されて山門となった[5]。
- 鐘楼門
- 書院
- 庫裏
- 水盤舎
- 毘沙門堂 - 志貴毘沙門天を祀る。
- 弘法堂
- 薬師堂
- 鎮守堂
- 秋葉山常夜燈 - 嘉永元年（1848年）に岡崎の石工である太田藤右衛門淑彦によって製作された。2020年（令和2年）頃に撤去された。
- 抱き地蔵尊
- 身代わり地蔵尊
- おびんずる尊
- 杉村修平懿文徳碑 - 杉村修平は種痘医・文人。天保9年（1838年）12月に碧海郡棚尾村に生まれ、19歳で名古屋に出て経史・蘭学・医学を学んだ[6]。慶應元年（1865年）から慶應2年（1866年）頃に棚尾村に戻って医者を開業した[6]。本業の傍らで妙福寺に私塾を開き[6]、藤井達吉などにも教えた。
- 古久根蔦堂庵歌碑 - ホトトギス同人[1]。
- 鈴木花蓑歌碑 - ホトトギス同人[1]。

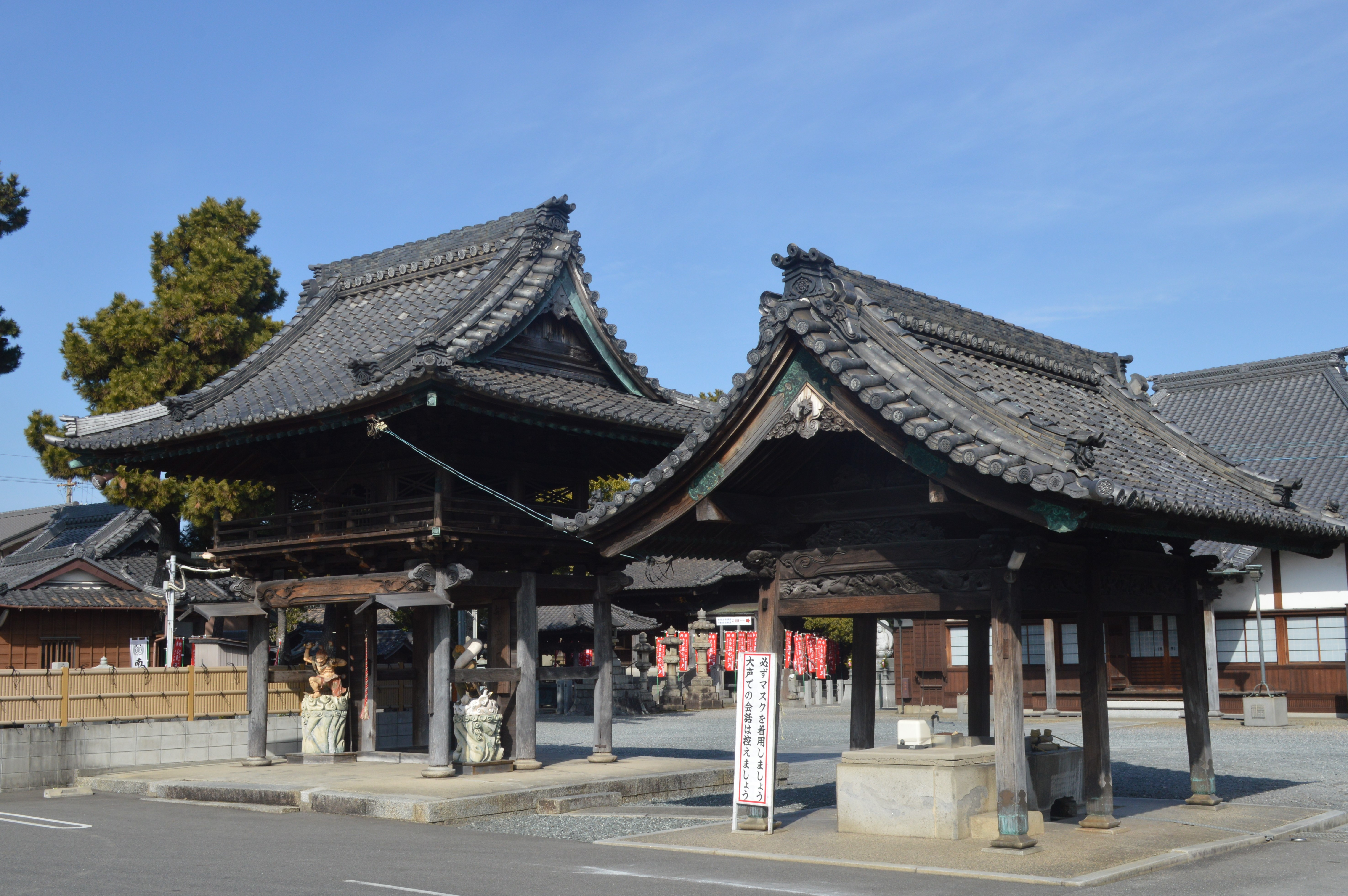
山門と水盤舎
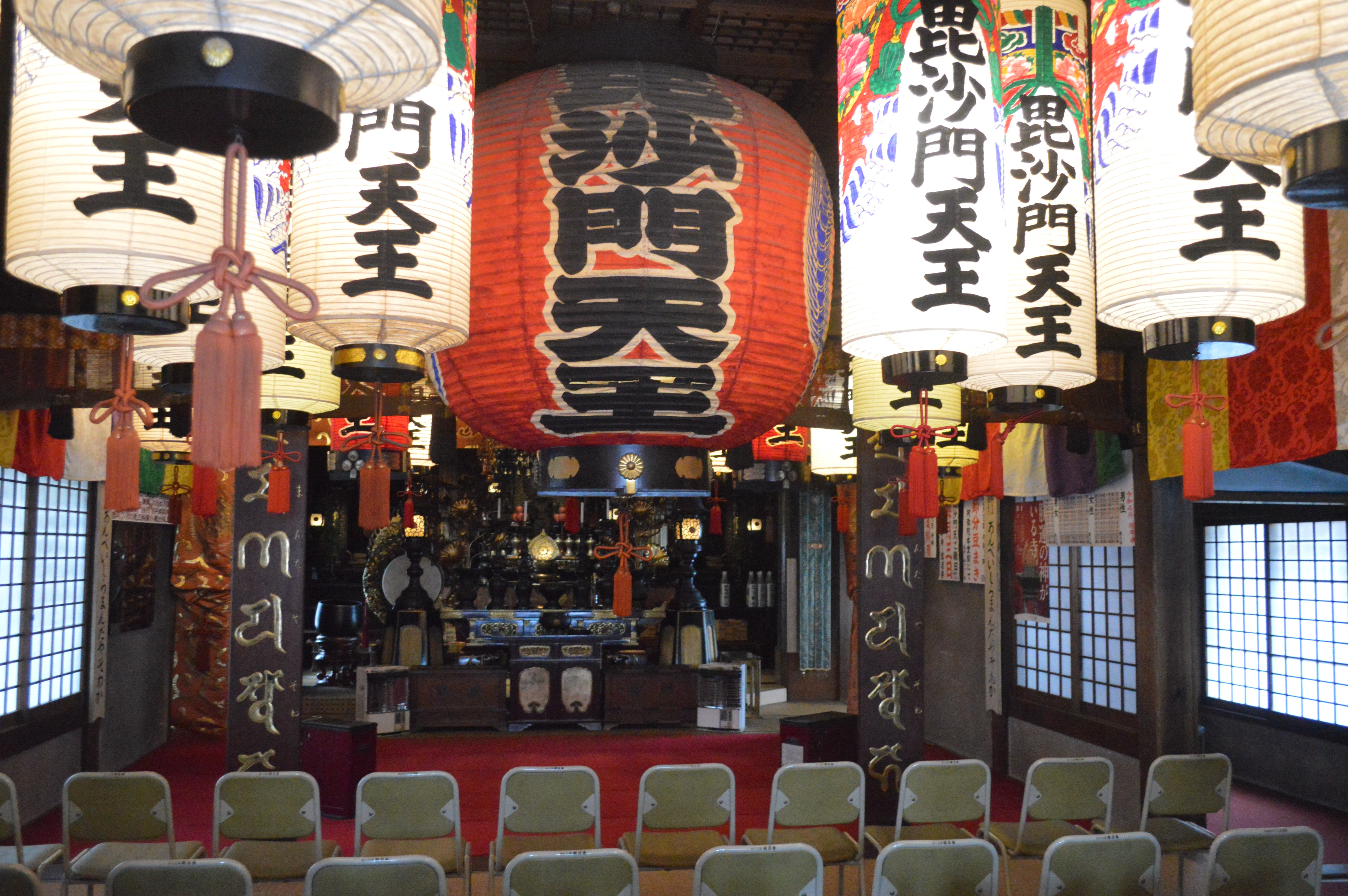
毘沙門堂
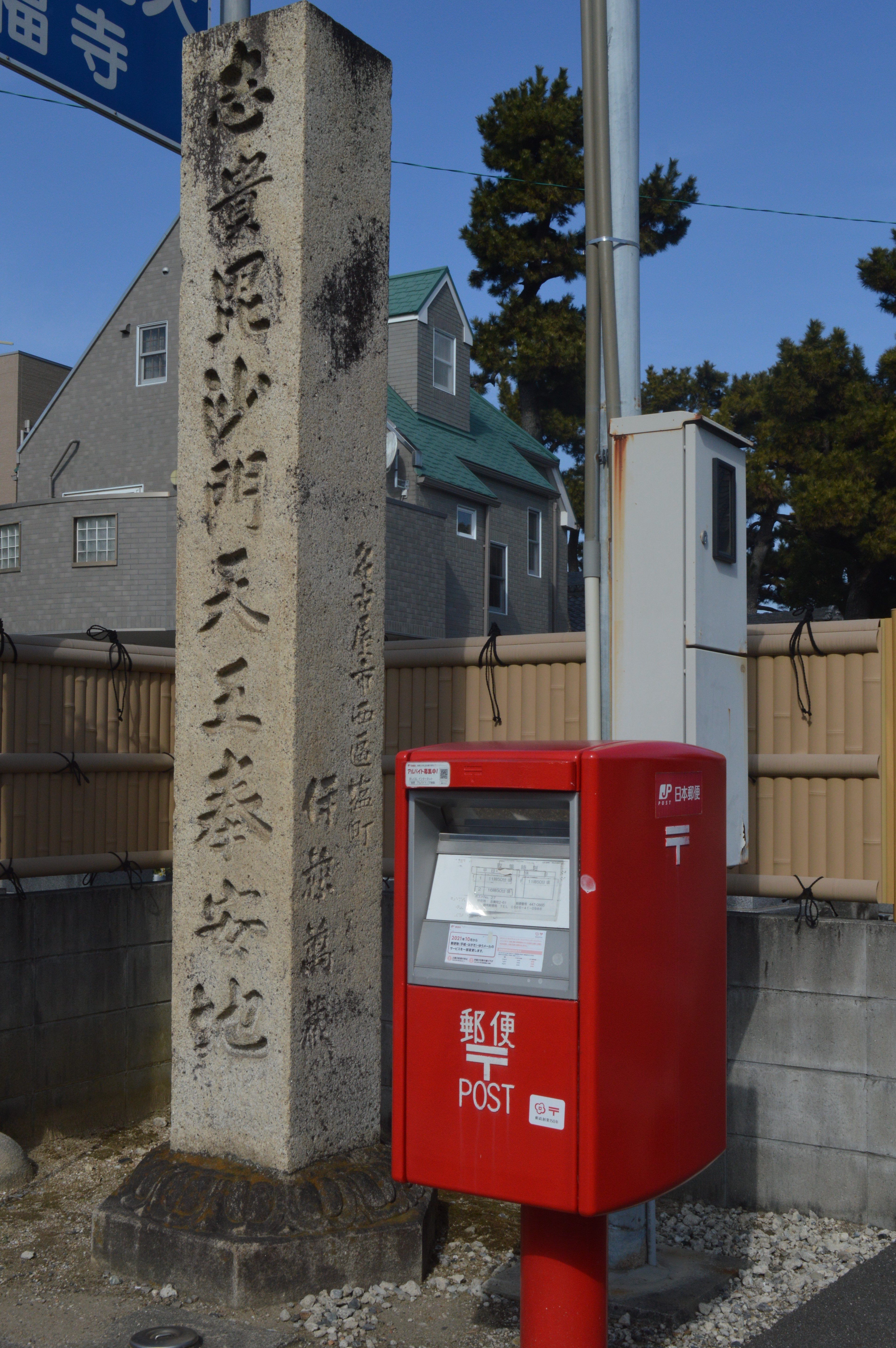
伊藤萬蔵寄進の「志貴毘沙門天王奉安地」碑
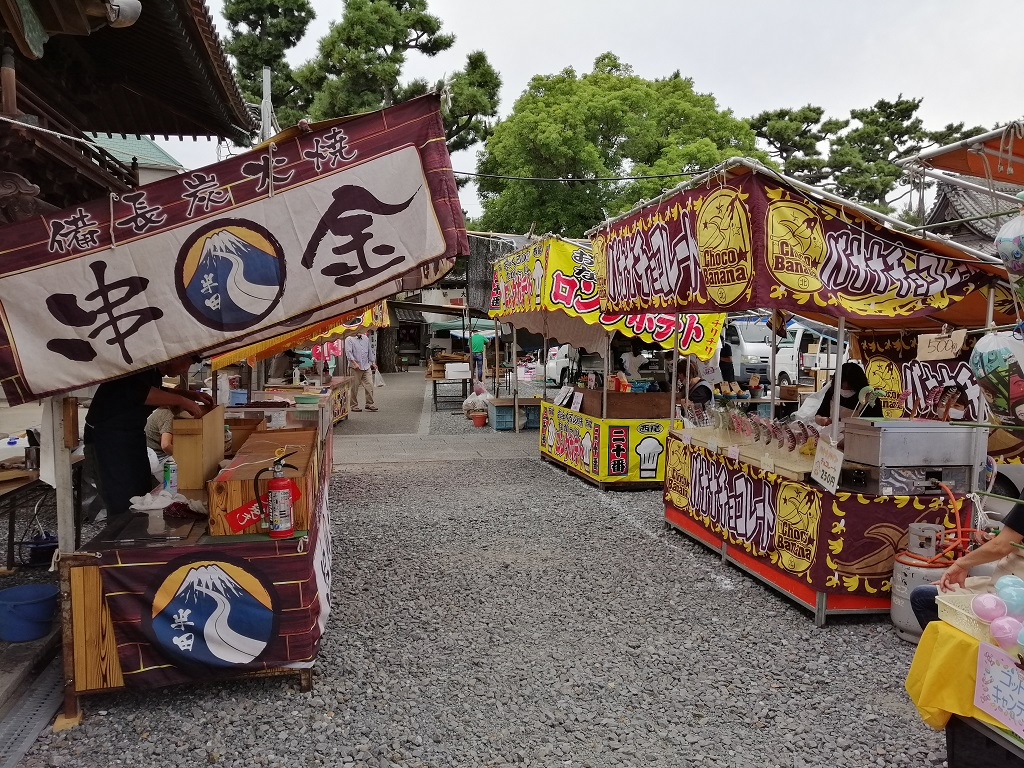
毎月3日の縁日

## 文化財

### 市指定文化財
- 木造地蔵菩薩半跏像 - 碧南市指定文化財[7]。

## 現地情報
所在地
- 447-0885 愛知県碧南市志貴町2-61

アクセス
- 名鉄三河線碧南駅から徒歩約10分[1]